# Giovanni de Rubertis
Giovanni de Rubertis (Acquaviva Collecroce, 25 dicembre 1813 – Acquaviva Collecroce, 20 aprile 1889) è stato un dirigente pubblico, traduttore e poeta italiano della minoranza slavo-molisana.
Come preside del ginnasio di Casacalenda, De Rubertis è stato una figura chiave per la conservazione della coscienza nazionale e dell'identità della minoranza slavo-molisana. Era buon amico di Medo Pucić, i cui testi furono tradotti in italiano. Durante la sua ricerca sui serbi del sud d'Italia, Risto Kovačić ha visitato De Rubertis nel 1884. Dal gennaio 1885 De Rubertis è diventato membro corrispondente dell'Accademia Serba (SANU). 
Secondo Graziadio Isaia Ascoli, De Rubertis considerava gli schiavoni o dalmati  d'Italia come serbi che furono portati in Italia da Skanderbeg durante la sua spedizione del 1460-1462 insieme agli albanesi.